# 菲利普·普茲斯內爾
菲利普·普茲斯內爾（Philipp Petzschner，1984年3月24日—）是一位德国职业网球男运动员。
2010年溫布頓網球錦標賽，普茲斯內爾與奧地利球員于爾根·梅爾策合作，擊敗眾多雙打名將，奪得大滿貫男雙冠軍。
眾所周知，他在球場上擁有令人難以置信的發球速度。他的贊助商是wilson。

## 職業生涯

### 2007
美網，普茲斯內爾從會外線出線進入會內賽，第一輪以2-6, 3-6, 6-4, 6-4, 6-1先失二盤再倒趕三盤大逆轉打敗同胞球員班傑明·貝克爾，但第二輪以4-6, 6-3, 6-2, 7-5先得一盤卻連失三盤遭到另一位同胞好手托米·哈斯淘汰出局。

### 2008
溫網，普茲斯內爾同樣從會外線出線進入會內賽，不過第二輪以1-6, 4-6, 7-61, 6-4, 3-6錯失二盤領先優勢下，遭到克羅埃西亞球員馬里奧·安契奇逆轉淘汰出局。
10月，普茲斯內爾在奧地利維也納，決賽以6-4, 6-4擊敗法國球員加埃爾·蒙菲爾斯，獲得職業生涯第1座ATP單打冠軍。

### 2009
溫網，普茲斯內爾首次打進第三輪，但遭到前世界第一萊頓休伊特以7-5, 7-63, 6-3直落三盤淘汰出局。

### 2010
溫網，該屆賽事有許多球員賽前退出，普茲斯內爾則被列為33號種子，他再次打進第三輪，曾盤數2-1領先現任世界第一與二號種子拉斐爾·納達爾，但後二盤仍遭到對手翻盤以6-4, 4-6, 63-7, 6-2, 6-3逆轉淘汰出局，另外在雙打與奧地利球員于爾根·梅爾策合作，晉級決賽前淘汰多名雙打名將，在決賽以6-1, 7-5, 7-5直落三盤奪得大滿貫雙打冠軍。

## 大滿貫

### 男雙冠軍（1）
| 年份 | 比賽   | 場地 | 搭檔             | 決賽對手                            | 勝方比分      |
| ---- | ------ | ---- | ---------------- | ----------------------------------- | ------------- |
| 2010 | 溫布頓 | 草地 | 梅爾策（奧地利） | 林德斯特（瑞典） 迪卡奧（羅馬尼亞） | 6-3, 7-5, 7-5 |

## 生涯統計

### 男單冠軍（1）
| 賽事類別                                       |
| 大滿貫賽事（0次冠軍）                          |
| ATP年終賽（大師盃）/ 世界巡迴總決賽（0次冠軍） |
| ATP大師系列賽/ 世界巡迴大師賽 1000（0次冠軍）  |
| ATP黃金國際巡迴賽/ 世界巡迴賽 500 (0次冠軍)    |
| ATP國際巡迴賽/ 世界巡迴賽 250（1次冠軍）       |

| 依場地分類    |
| 硬地（1）     |
| 紅土（0）     |
| 草地（0）     |
| 室內地毯（0） |

| 依室內外分類 |
| 室外 (0)     |
| 室內 (1)     |

| 次數 | 日期           | 賽事           | 場地     | 決賽對手        | 比分     |
| 1.   | 2008年10月12日 | 維也納, 奧地利 | 室內硬地 | 加埃爾·蒙菲爾斯 | 6-4, 6-4 |

### 男雙冠軍（2）
| 賽事類別                                       |
| 大滿貫賽事（1次冠軍）                          |
| ATP年終賽（大師盃）/ 世界巡迴總決賽（0次冠軍） |
| ATP大師系列賽/ 世界巡迴大師賽 1000（0次冠軍）  |
| ATP黃金國際巡迴賽/ 世界巡迴賽 500 (0次冠軍)    |
| ATP國際巡迴賽/ 世界巡迴賽 250（1次冠軍）       |

| 依場地分類    |
| 硬地（1）     |
| 紅土（0）     |
| 草地（1）     |
| 室內地毯（0） |

| 依室內外分類 |
| 室外 (1)     |
| 室內 (1)     |

| 次數 | 日期         | 賽事                 | 場地     | 搭擋          | 決賽對手                      | 比分             |
| 1.   | 2010年2月7日 | 萨格勒布, 克羅埃西亞 | 室內硬地 | 于爾根·梅爾策 | 阿诺·克莱門時 奧利維埃·羅庫斯 | 3-6, 6-3, [10-8] |
| 8.   | 2010年7月3日 | 溫布頓, 英國         | 草地     | 于爾根·梅爾策 | 羅伯特·林德斯特 霍里亞·迪卡奧 | 6-1, 7-5, 7-5    |

## 外部連結
- 官方网站
- 菲利普·普茲斯內爾（英文/西班牙文）的官方資料
- 菲利普·普茲斯內爾的國際網球總會 職業／青少年 官方資料（英文）
- 菲利普·普茲斯內爾的官方資料（英文）